# Malatíny
Malatíny (hongrois : Hárommalatin) est un village de Slovaquie situé dans la région de Žilina.

## Histoire
La première mention écrite du village date de 1250.

## Démographie

### Évolution de la population
| Année:               | 1994. | 2004.   | 2014.    | 2024.    |
| -------------------- | ----- | ------- | -------- | -------- |
| Nombre de personnes: | 162   | 149     | 201      | 259      |
| Différence:          |       | -8,02 % | +34,89 % | +28,85 % |

| Année:               | 2023. | 2024. |
| -------------------- | ----- | ----- |
| Nombre de personnes: | 259   | 259   |
| Différence:          |       | +0 %  |